# Živan Ljukovčan
Živan Ljukovčan (né le 2 juillet 1954 à Krčedin en Yougoslavie) est un footballeur serbe, gardien de but de l'Étoile rouge de Belgrade et de l'équipe de Yougoslavie dans les années 1980.
Ljukovčan n'a marqué aucun but lors de ses quatre sélections avec l'équipe de Yougoslavie entre 1985 et 1986. 

## Carrière
- 1975-77 : RFK Novi Sad  Yougoslavie
- 1977-82 : FK Étoile rouge de Belgrade  Yougoslavie
- 1981-82 : FK Timok Zaječar  Yougoslavie
- 1982-83 : Pelister Bitola  Yougoslavie
- 1983-84 : Budućnost Titograd  Yougoslavie
- 1984-86 : FK Étoile rouge de Belgrade  Yougoslavie
- 1986-88 : Fenerbahçe SK  Turquie
- 1988-90 : OFK Belgrade  Yougoslavie

## Palmarès

### En équipe nationale
- 4 sélections et aucun but avec l'équipe de Yougoslavie entre 1985 et 1986.

### Avec l'Étoile Rouge de Belgrade
- Vainqueur du Championnat de Yougoslavie de football en 1980 et 1981.
- Vainqueur de la Coupe de Yougoslavie de football en 1982 et 1985.